# Corpus Iuris Civilis

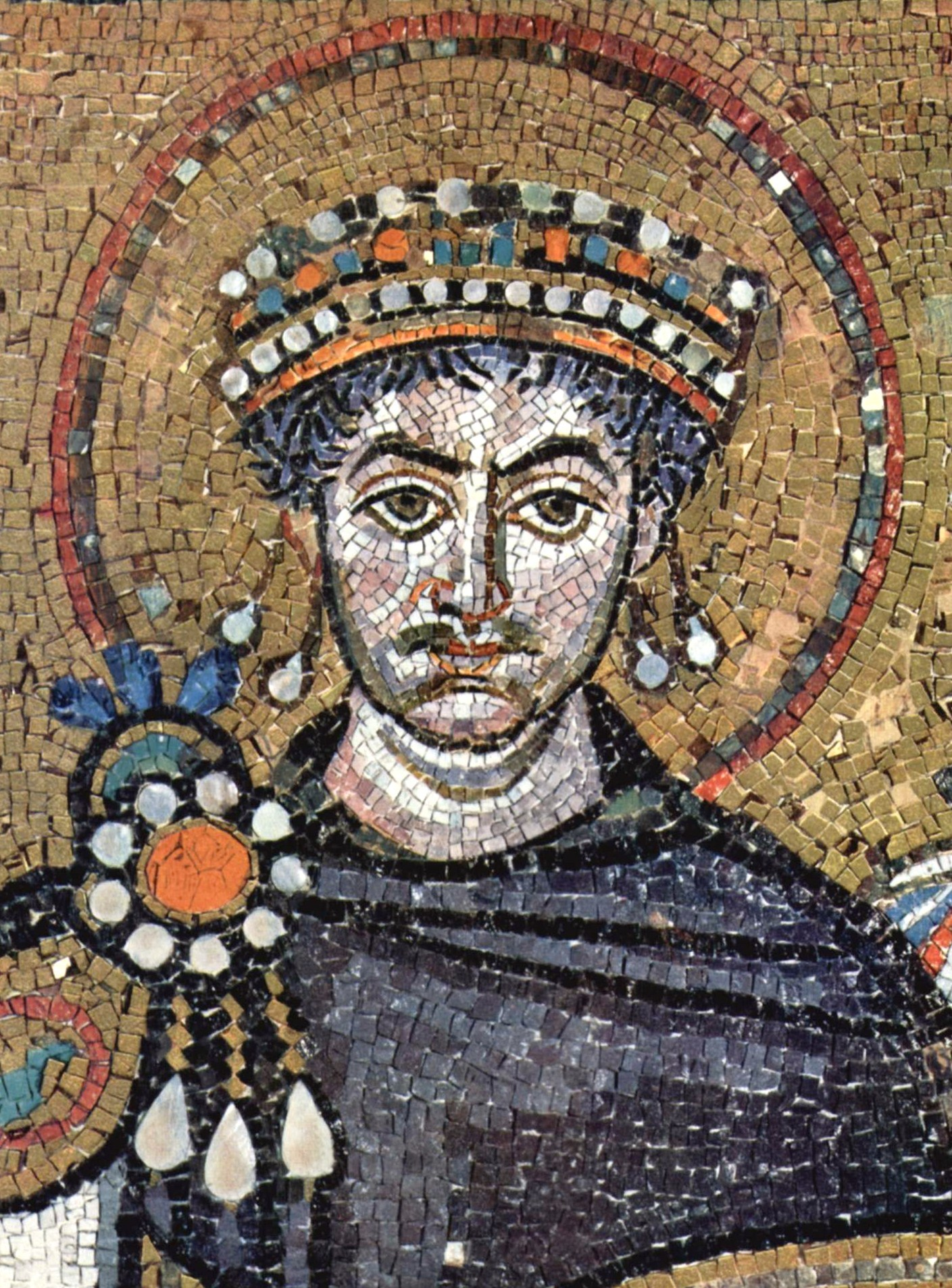
Justinianus I afgebeeld op een mozaïek in de kerk van Basiliek van San Vitale in Ravenna, Italië

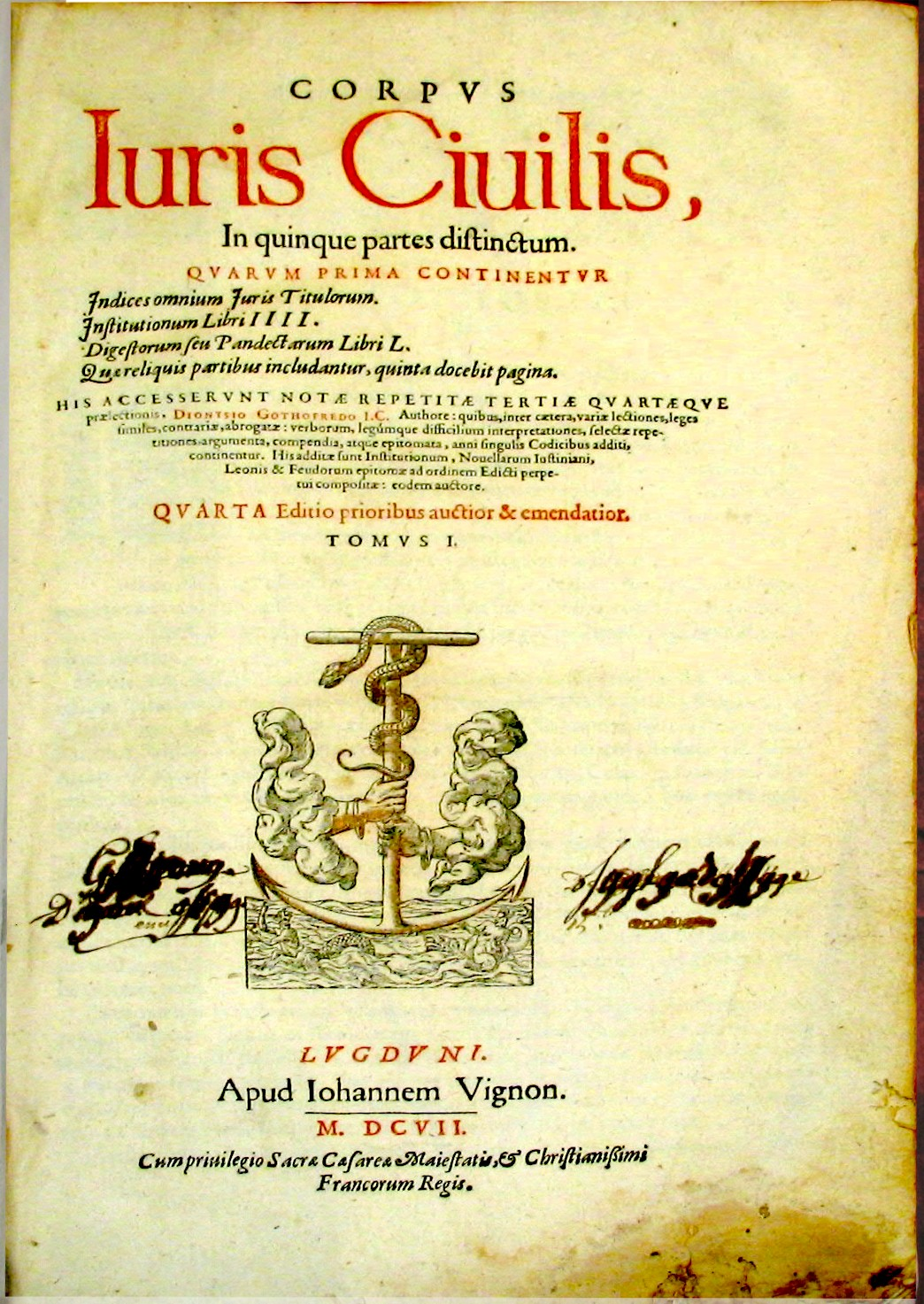
Corpus Iuris Civilis, 1607

Het Corpus Iuris Civilis is een schriftelijk neergelegde verzameling van wetten, besluiten, rechterlijke uitspraken en juridische leerstukken betreffende het Romeins recht, samengesteld en geschreven in opdracht van de Byzantijnse keizer Justinianus I, tussen 529 en 534. De betiteling wordt gebruikt vanaf de 16e eeuw, hoofdbestanddeel vormt de zogenaamde Codex Justinianus.
Het Corpus Iuris Civilis bracht veel Romeinse rechtsbronnen en niet schriftelijk vastgelegde regels van gewoonterecht samen die tot dan toe losse wetten (leges) regels en gebruiken vormden, zoals besluiten van de senaat (senatus consulta) en keizerlijke decreten, maar ook vonnisen uit rechtszaken, en de meningen en wetsinterpretaties van vooraanstaande juristen (responsa prudentium).
Hoewel het Byzantijnse rijk zich in die tijd oostelijk van Italië rondom de Middellandse Zee uitstrekte en het huidige Griekenland, Turkije en Egypte omvatte, zou het Corpus ook een grote rol gaan spelen in met name de Westerse rechtsgeschiedenis, zowel vanwege de inhoud als vanwege de rationeel geordende structuur. Het werd gedurende de middeleeuwen door rechtsgeleerden aan alle grote Europese rechtsscholen bestudeerd, en werd, als ius commune, een belangrijke bron voor het continentaal Europese recht. Ook het huidige Belgische en Nederlandse burgerlijk recht grijpt qua inhoud nog steeds terug op beginselen en rechtsfiguren uit het Romeins recht zoals vastgehouden in het Corpus. Een bijzonderheid omdat de maatschappij tijdens keizer Justinianus in sociaal en juridisch opzicht op een volstrekt andere manier was ingericht en grote groepen van de bewoners geen rechten hadden die nu normaal zijn, als het recht op eigendom, zeggenschap over de kinderen, deelname aan stads- en staatsbestuur of om te erven.
Tribonianus, 'quaestor sacri palatii' (minister van Justitie) onder keizer Justinianus, leidde het redactiewerk, hij was voorzitter van de commissie van compilatoren (compilare = bijeenbrengen). Het Corpus Iuris Civilis werd uitgegeven in drie delen: Codex Justinianus, Digesten en Instituten.
Eerdere schriftelijk vastgelegde verzamelingen van Romeins recht waren de Twaalftafelenwet uit de vijfde eeuw voor Christus, en de Codex Theodosianus, gemaakt in opdracht van keizer Theodosius II.

## Codex Justinianus (529)
Het woord codex betekende destijds simpelweg boek, en een codex kon dus ook niet-juridische inhoud bevatten. Vooral door de Codex Justinianus kreeg het woord ‘codex’ sindsdien echter vooral de betekenis van wetboek.
De Codex Justinianus bestaat uit een aantal keizerlijke verordeningen (constitutiones), die voornamelijk golden ten tijde van Hadrianus. Deze werden verkregen uit de Codex Theodosianus en enkele verordeningen die waren beschreven in particuliere werken, zoals de Codex Gregorianus en de Codex Hermogenianus.
De Codex, het eerste deel van het Corpus Iuris Civilis, kwam gereed op 7 april 529.

## DigestenofPandectae(533)
In 530 begon een commissie aan het samenstellen van de Digesten of Pandekten. Deze commissie begon met het op schrift stellen en ordenen van de juristengeschriften, iets wat honderd jaar eerder ten tijde van Theodosius II ook al geprobeerd was. Ze zijn uiteindelijk uitgegeven in 533 en bevatten het werk van Romeinse juristen, en enkele andere bronnen (edicten).

## Institutiones(533)
De Instituten of Elementen bestaan uit vier leerboeken, waarin de grondbeginselen van het Romeins recht overzichtelijk uiteengezet werden. De Instituten van Justinianus zijn gebaseerd op de Instituten van de jurist Gaius uit de tweede eeuw. Op 30 december 533 werd dit leerboek ook wetboek en verkregen de Instituten samen met de Digesten de kracht van wet. Ze dien(d)en vooral als leerboek voor studenten rechtsgeleerdheid.

## Codex repetitae praelectionis(534)
De Codex werd in herziene versie opgesteld, omdat na de uitvaardiging van de Digesten en de Instituten de Codex van 529 verouderd bleek te zijn. Formeel was de herziening echter niet nodig. De Digesten namelijk waren als één keizerlijke constitutie uitgevaardigd. Krachtens de regel lex posterior derogat legi priori (de latere wet zet de eerdere wet opzij) golden de Digesten boven eventueel verouderde constituties die in de Codex waren opgenomen. Het is mogelijk dat Tribonianus de Codex slechts aanpaste zodat deze onder zijn leiding zou zijn uitgevaardigd. In de eerste samenstellingscommissie was hij namelijk slechts een onopvallend lid geweest.

## Novellae Constitutiones(534)
De Novellen zijn later toegevoegd, maar vormen officieel geen onderdeel van het Corpus Iuris Civilis.

## Nederlandse vertaling
Het Corpus Iuris Civilis is in vele talen vertaald. Inmiddels is er ook een uitgave met een Nederlandse vertaling verschenen in een kolommeneditie. Deze uitgave geeft de originele tekst naast de Nederlandse vertaling. De twaalfdelige reeks is in november 2011 voltooid. De uitgave geschiedt onder verantwoordelijkheid van de Koninklijke Nederlandse Akademie van Wetenschappen en wordt gepubliceerd door Amsterdam University Press.